# Kaj Eskelinen
Kaj Eskelinen, (né le 21 février 1969 à Göteborg en Suède, est un footballeur suédois.